# Швайсвайлер
Швайсвайлер (нем. Schweisweiler) — община в Германии, в земле Рейнланд-Пфальц. 
Входит в состав района Доннерсберг. Подчиняется управлению Виннвайлер.  Население составляет 358 человек (на 31 декабря 2010 года). Занимает площадь 4,85 км².